# 1988年ミラノ・トリエンナーレ
第17回ミラノ・トリエンナーレ (XVII Triennal of Milan) は、1988年9月21日から12月18日までイタリアのミラノで開催されたトリエンナーレであり、博覧会国際事務局から認定された国際博覧会（特別博）である。テーマは「Cities of the World and the future of Metropolis」。